# Butler (Georgia)
Butler es un pueblo ubicado en el condado de Taylor en el estado estadounidense de Georgia. En el censo de 2000, su población era de 1.907.

## Demografía
En el 2000 la renta per cápita promedia del hogar era de $22,105, y el ingreso promedio para una familia era de $27,188. El ingreso per cápita para la localidad era de $13,522. Los hombres tenían un ingreso per cápita de $30,000 contra $20,603 para las mujeres.

## Geografía
Butler se encuentra ubicado en las coordenadas 32°33′24″N 84°14′20″O / 32.55667, -84.23889 (32.556779, -84.238879).
Según la Oficina del Censo, la localidad tiene un área total de 8 km² (3,1 mi²), de la cual 8 km² (3,1 mi²) es tierra y 0 km² (0 mi²) (0.00%) es agua.